# Stanisław Gazda
Stanisław Gazda (ur. 11 maja 1938 w Pszczynie, zm. 28 października 2020 w Rybniku) – polski kolarz.
Zawodnik Floty Gdynia i Startu Bielsko-Biała, uczestnik igrzysk olimpijskich w Rzymie w 1960, gdzie zajął 6. miejsce w wyścigu indywidualnym na szosie. Był także sześciokrotnym uczestnikiem mistrzostw świata i sześciokrotnym uczestnikiem Wyścigu Pokoju w latach 1959–62, 1964, 1965.
Miejsca w Wyścigu Pokoju:
- 1960 – V miejsce
- 1962 – III miejsce

Zwycięstwa etapowe w Wyścigu Pokoju po 1 razie w latach 1960, 1962 i 1964.
Zwycięzca Tour de Pologne 1963, II miejsce w 1959, III miejsce w 1958 i 1972. Przełajowy mistrz Polski 1961.
Był również pierwszym zwycięzcą prestiżowego na Górnym Śląsku wyścigu międzynarodowego Wodzisław-Karwina-Wodzisław w 1971.
Zasłużony Mistrz Sportu, otrzymał Krzyż Kawalerski Orderu Odrodzenia Polski.